# Планес (Аліканте)
Планес (валенс. Planes, ісп. Planes) — муніципалітет в Іспанії, у складі автономної спільноти Валенсія, у провінції Аліканте. Населення — 695 осіб (2022).

## Географія
Муніципалітет розташований на відстані близько 340 км на південний схід від Мадрида, 50 км на північ від Аліканте.
На території муніципалітету розташовані такі населені пункти: (дані про населення за 2010 рік)
- Беніальфакі: 41 особа
- Катамаррук: 50 осіб
- Маргаліда: 63 особи
- Планес: 696 осіб

## Демографія
Динаміка населення (INE ):

## Галерея зображень

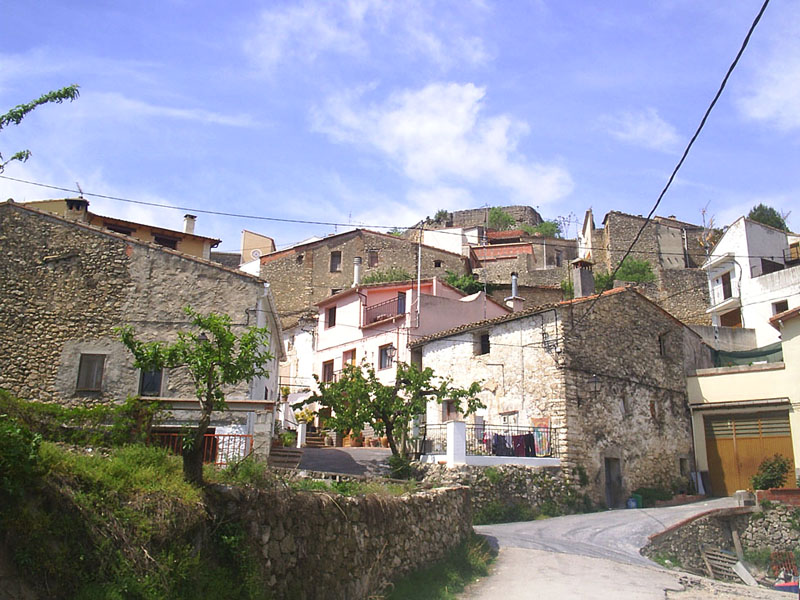
Планес